# Coarraze

Coarraze este o comună în departamentul Pyrénées-Atlantiques din sud-vestul Franței. În 2009 avea o populație de 2.143 de locuitori.

## Evoluția populației
| An        | 1975  | 1982  | 1990  | 1999  | 2006  | 2009  |
| --------- | ----- | ----- | ----- | ----- | ----- | ----- |
| Populație | 1.949 | 2.202 | 2.047 | 2.068 | 2.110 | 2.143 |